# Беларусь на «Евровидении-2004»
Беларусь дебютировала в сорок девятом выпуске телевизионного конкурса Евровидение-2004, который проходил на стадионе Абди Ипекчи в Стамбуле, Турция. Страну представлял фолк-дуэт Александра и Константин с песней My Galileo ("Мой Галилей"). Как страна-дебютантка, Беларусь приняла участие в полуфинале конкурса Евровидение-2004, состоявшемся 12 мая. По итогам голосования она не смогла выйти в финал, заняв в полуфинале 19-е место из 22, набрав только 10 очков. Тем не менее, My Galileo стала предшественницей белорусской заявки на Евровидение-2005 Love Me Tonight в исполнении Анжелики Агурбаш. Полуфинал и финал конкурса были показаны БТРК на канале Беларусь 1 с комментариями Алеся Круглякова. Глашатаем от Беларуси был Денис Курьян.

## Предыстория
Впервые об участии Беларуси на Евровидение заговорили ещё в 1993 году, когда в связи с распадом СССР и Югославии Европейский вещательный союз столкнулся с наплывом потенциальных стран-участниц из Восточной и Центральной Европы. Однако слухи не подтвердились. В 2001 году БТРК впервые транслировало конкурс Евровидение, и с того момента Беларусь стала считаться "пассивным участником". В 2003 году страна попыталась дебютировать на Евровидение, но ЕВС отказал в этом, сославшись на то, что слишком много стран пришлось бы дисквалифицировать с конкурса. Поэтому, в 2004 году был введён формат полуфинала, позволивший многим странам впервые принять участие. И Беларуси разрешили подать заявку.

## До «Евровидения»

### Национальный финал
БТРК отвечало за организацию отбора белорусской заявки на Евровидение и его трансляцию. 31 января 2004 года в студии БТРК в Минске состоялся первый национальный финал с участием нескольких артистов и песен. Ведущими были Лариса Грибалева и Алесь Кругляков. В период с 22 октября по 14 декабря 2003 года телевещателю поступило 200 заявок, 15 из которых были утверждены комиссией жюри на участие в национальном финале. Все выступления были записаны 23 января 2004 года и большинство из них прозвучали на английском языке, несмотря на русские названия. Победитель определялся путём Интернет-голосования и посредством телефонных звонков от телезрителей. 
| Порядковый номер | Исполнитель             | Название песни             | Автор(ы)                                                   | Голоса | Место |
| ---------------- | ----------------------- | -------------------------- | ---------------------------------------------------------- | ------ | ----- |
| 1                | Аделина Петросян        | People Say                 | Аделина Петросян                                           | 1920   | 15    |
| 2                | Александра и Константин | Мой Галилей                | Алексей Соломаха, Константин Драпезо, Александра Кирсанова | 2311   | 1     |
| 3                | Ирина Дорофеева         | Мне не нужно большей любви | Павел Барановский, Евгений Олейник                         | 2067   | 4     |
| 4                | Максим Сапатьков        | Пусть тает снег            | Максим Сапатьков                                           | 2119   | 3     |
| 5                | Наталья Тамело          | Дождись                    | Леонид Ширин                                               | 1937   | 12    |
| 6                | Ольга Молчанова         | I Try                      | Дмитрий Павлов                                             | 1932   | 13    |
| 7                | Наталья Подольская      | Unstoppable                | Майкл Джей, Райан Лобчер                                   | 2213   | 2     |
| 8                | Александра Гайдук       | Я храню надежду            | Александр Иванов, Александра Гайдук                        | 2039   | 5     |
| 9                | Полина Смолова          | The Song of Love           | Сергей Борисевич, Владимир Курлович                        | 1977   | 8     |
| 10               | Corriana                | Свобода                    | Екатерина Качина, Леонид Ширин                             | 2008   | 6     |
| 11               | Бьянка                  | Tell Me                    | Татьяна Липницкая                                          | 1954   | 10    |
| 12               | Александр Солодуха      | Не переживай               | Олег Жуков, Олег Елисеенков                                | 1996   | 7     |
| 13               | Анна Богданова          | Просто слова               | Владимир Кубышкин, Виталий Пензин                          | 1967   | 9     |
| 14               | MiLR                    | With Beautiful Light       | Дмитрий Демидов, Дмитрий Старовойтов                       | 1927   | 14    |
| 15               | Janet                   | Лель                       | Janet, Геннадий Мельников                                  | 1948   | 11    |

### Разногласия
Через некоторое время после завершения национального финала отец Натальи Подольской подал в суд на компанию Белтелеком. Он утверждал, что голосование было сфальсифицировано и привёл данные, согласно которым именно Подольская стала победительницей белорусского национального финала, поскольку за неё было отдано 14506 голосов, в то время как фактический победитель, дуэт Александра и Константин заняли только третье место с 2260 голосами. Хотя суд удовлетворил иск, результаты голосования не были аннулированы, поскольку в Белтелекоме уточнили, что официальные результаты БТРК были основаны на голосах, полученных от другой компании, поскольку она не оказывала телекомпании напрямую услуги по проведению голосования. Позже Наталья Подольская, выиграв национальный финал в России, представила её на Евровидение-2005 с песней Nobody Hurt No One.

## На «Евровидении»
Согласно правилам конкурса, к участию в финале Евровидения-2004 допускались только страна-хозяйка конкурса, страны "большой четвёрки" (Великобритания, Германия, Испания и Франция), десять лучших стран по итогам Евровидения-2003 и те десять стран, которые заняли самые высокие места в полуфинале. Как страна-дебютантка, Беларусь приняла участие в полуфинале конкурса Евровидение-2004, состоявшемся 12 мая. 23 марта 2004 года была проведена жеребьёвка по распределению мест в полуфинале, и дуэт Александра и Константин выступали под номером 2, между Финляндией и Швейцарией. Одним из бэк-вокалистов дуэта был Пётр Елфимов, позже ставший представителем Беларуси на Евровидение-2009. По итогам голосования Беларусь не была объявлена, как одна из десяти лучших стран полуфинала. Позже было объявлено, что страна заняла 19-е место из 22, набрав только 10 очков. Этот результат также означал, что Беларуси пришлось принять участие в полуфинале Евровидения-2005. 12 очков белорусские телезрители в полуфинале присудили Украине, а в финале - России. Россия не транслировала полуфинал, и поэтому, не присудила Беларуси ни одного очка.

### Голосование
| Очки      | Страна            |
| --------- | ----------------- |
| 12 баллов |                   |
| 10 баллов |                   |
| 8 баллов  |                   |
| 7 баллов  |                   |
| 6 баллов  |                   |
| 5 баллов  | - Украина         |
| 4 балла   |                   |
| 3 балла   |                   |
| 2 балла   | - Литва - Эстония |
| 1 балл    | - Исландия        |

| Очки      | Страна              |
| --------- | ------------------- |
| 12 баллов | Украина             |
| 10 баллов | Сербия и Черногория |
| 8 баллов  | Греция              |
| 7 баллов  | Хорватия            |
| 6 баллов  | Кипр                |
| 5 баллов  | Нидерланды          |
| 4 балла   | Латвия              |
| 3 балла   | Израиль             |
| 2 балла   | Литва               |
| 1 балл    | Мальта              |